# Petriella musispora
Petriella musispora är en svampart som beskrevs av Malloch 1970. Petriella musispora ingår i släktet Petriella och familjen Microascaceae.   Inga underarter finns listade i Catalogue of Life.